# Koretaši
Koretaši (cyr. Кореташи) – wieś w Bośni i Hercegowinie, w Republice Serbskiej, w gminie Lopare. W 2013 roku liczyła 213 mieszkańców.